# Rowlandius ducoudrayi
Espèce
Synonymes
- Schizomus ducoudrayi Armas & Antun, 1990

Rowlandius ducoudrayi est une espèce de schizomides de la famille des Hubbardiidae.

## Distribution
Cette espèce est endémique de la province de Monte Plata en République dominicaine,. Elle se rencontre vers Bayaguana.

## Description
Le mâle mesure 3,5 mm.

## Étymologie
Cette espèce est nommée en l'honneur de Félix Servio Ducoudray.

## Publication originale
- Armas & Abud Antún, 1990 : El orden Schizomida (Arachnida) en República Dominicana. Poeyana, no 393, p. 1-23.